# 中山恵梨香
中山 恵梨香（なかやま えりか、11月5日 - ）は、日本の女性声優。

## 人物
以前は81プロデュースに所属していた。
趣味・特技は音楽鑑賞、旅行、散歩、歌、料理、英会話。
2016年9月24日、自身のTwitterで結婚を報告した。

## 出演作品

### テレビアニメ
2012年
- 京騒戯画（女子生徒、四神、女中）

2013年
- 京騒戯画（側近、村の子供）

2014年
- フューチャーカード バディファイト（侍女 ミツコ）
- 名探偵コナン（被害者役の女性）

2015年
- フューチャーカード バディファイト100（侍女 ミツコ）

2016年
- キズナイーバー（おばさんC）

### webアニメ
2015年
- バナ夫（花恵）

### ゲーム
2014年
- 俺タワー -Over Legend Endless Tower-（プライヤー 、ジブクレーン、モータースクレイパー、ドラグライン）

2015年
- ネットハイ（J( 'ｰ`)し）

2016年
- 戦国アスカzero（前田利家、雑賀孫市、十河一存、佐久間信盛、百地三太夫）

### ラジオドラマ
2011年
- BeeTV 今日、恋をはじめます（女子生徒）
- BeeTV コスプレ☆アニマル（ライの母）

### 吹き替え

#### テレビドラマ
- ドクター・フー
- ホジュン〜伝説の心医〜（セヒ）

### テレビ番組
- 韓流ですよ。いいね!ベスト10（ナレーション）
- 京騒戯画 5.5話「京都実録篇」
- はなわ一家のソウル漫遊記（ナレーション）
- はちみつキッチン

### その他
- コミックTVだっしゅ（MC）
- マルコメ hacco（ナレーション）